# アイティユスパッカウス

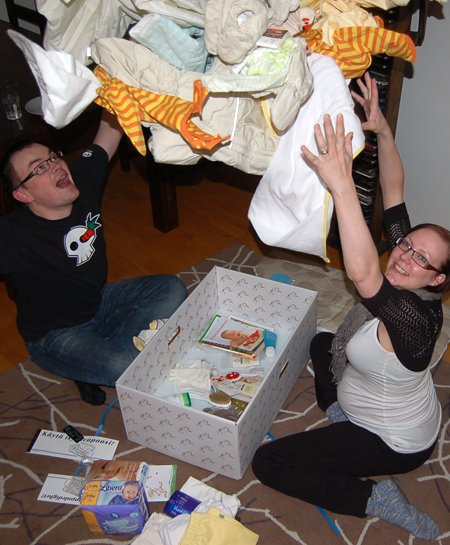
アイティユスパッカウスを開いて喜ぶフィンランド人カップル、2009年撮影。

アイティユスパッカウス（フィンランド語: äitiyspakkaus、「妊婦パック」）またはアイティウスアブストゥスパッカウス（フィンランド語: äitiysavustuspakkaus）は、フィンランドの社会保険機構Kelaがフィンランドに住むかフィンランドの社会保険制度に加入している妊婦と養父母に配られるパッケージ（マタニティボックス）。
アイティユスパッカウスの中身は子供服やおむつ、布、寝具、薄織のタオルなど子育ての必須品である。

## 歴史
アイティユスパッカウスが初めて配られたのは1938年で、当時は収入の少ない親にブランケット、おむつ、ベビーベッドシート、そして子供服を作るための布を配った。
1949年以降には懐妊4か月以前に医者か地方自治体の妊婦向けクリニックで診療を受けたことがあり、かつ懐妊154日以上の全ての妊婦に配られている。
アイティユスパッカウスの内容はほぼ毎年更新される。

## パッケージ
1949年、フィンランド妊婦補助法により懐妊4か月以前に医者へ行ったことのある全ての妊婦に同じパッケージが配られた。哺乳瓶がパッケージに追加されたが、後に母乳栄養促進のために除かれた。医者に行くという条件は妊婦が出生前診断を受けることを保証するためだった。
アイティユスパッカウスの箱はそのままベビーベッドにもなれる。妊婦はアイティユスパッカウスか140ユーロの助成金を選ぶことができたが、アイティユスパッカウスの価値が140ユーロをはるかに上回るためフィンランドの妊婦の95パーセントがアイティユスパッカウスを選んでいる。アイティユスパッカウスの申請はKelaのウェブサイトか申請書類を提出することで行える。
2013年時点のアイティユスパッカウスの中身はボディースーツ、寝袋、外出用の服、乳児用の入浴剤、おむつ、クリーム、寝具、箱をベビーベッドに転用するためのマットレス、フード付きのバスタオル、爪切り、ヘアブラシ、歯ブラシ、モスリン、絵本、おしゃぶり、胸パッド、コンドームなどが含まれる。2017年のアイティユスパッカウスの内容については出典を参照。
アイティユスパッカウスは商品ではなく、Kelaはそれを売ることができない。2013年、イギリスの王族ケンブリッジ公ウィリアムとキャサリン夫婦はKelaからお祝いとしてアイティユスパッカウスを贈られた。スウェーデンの王族ヴィクトリアとヴェステルイェートランド公ダニエル夫婦も2012年にアイティユスパッカウスを贈られた。

## 効果
アイティユスパッカウスの政策により出生前診断を受ける妊婦の人数が上昇、乳児死亡率は下がった。アイティユスパッカウスは現代ではフィンランドの文化の一部であるとみなされている。

## 諸外国での採用
2015年7月、アルゼンチンのクリスティーナ・フェルナンデス・デ・キルチネル大統領の任期にアルゼンチン保健省が「クニタ計画」（Qunita）を発表、新生児の親に妊婦パックを贈った。計画の開始時点では14万4千のクニタが送られた。
スコットランド国民党の党首ニコラ・スタージョンは2016年スコットランド総選挙での公約でスコットランドに同様の政策を実施すると約束した。選挙の結果はスコットランド国民党が議席を微減しながら政権を維持、試験としてクラックマナンシャーとオークニー諸島で3か月間計画を実施した後、スコットランドは2017年夏から生まれた子供全員に「ベビー・ボックス」（baby box）を送ることとなった。
2017年夏にはアメリカ合衆国のニュージャージー州がベビー・ボックス政策を施行、合衆国では初となった。